# Episodi di Detective Monk (prima stagione)
La prima stagione della serie televisiva Detective Monk, composta da 13 episodi, è stata trasmessa negli Stati Uniti dal canale USA Network dal 12 luglio 2002 al 18 ottobre 2002.
La stagione è stata trasmessa in prima visione in lingua italiana in Svizzera dal 10 ottobre al 26 dicembre 2004 da TSI 1; in Italia è andata in onda su Rete 4, in anteprima esclusiva, dal 9 giugno al 14 luglio 2005 in prima serata.
| nº | Titolo originale                     | Titolo italiano                            | Prima TV USA      | Prima TV in italiano |
| -- | ------------------------------------ | ------------------------------------------ | ----------------- | -------------------- |
| 1  | Mr. Monk and the Candidate (part 1)  | Il signor Monk torna al lavoro             | 12 luglio 2002    | 10 ottobre 2004      |
| 2  | Mr. Monk and the Candidate (part 2)  | Il signor Monk torna al lavoro             | 12 luglio 2002    | 10 ottobre 2004      |
| 3  | Mr. Monk and the Psychic             | Il signor Monk e la medium                 | 19 luglio 2002    | 17 ottobre 2004      |
| 4  | Mr. Monk Meets Dale the Whale        | Il signor Monk e Dale la "Balena"          | 26 luglio 2002    | 24 ottobre 2004      |
| 5  | Mr. Monk Goes to the Carnival        | Il signor Monk e la ruota panoramica       | 2 agosto 2002     | 31 ottobre 2004      |
| 6  | Mr. Monk Goes to the Asylum          | Il signor Monk va in manicomio             | 9 agosto 2002     | 7 novembre 2004      |
| 7  | Mr. Monk and the Billionaire Mugger  | Il signor Monk e il rapinatore miliardario | 16 agosto 2002    | 14 novembre 2004     |
| 8  | Mr. Monk and the Other Woman         | Il signor Monk e la donna perfetta         | 23 settembre 2002 | 21 novembre 2004     |
| 9  | Mr. Monk and the Marathon Man        | Il signor Monk e il maratoneta             | 13 settembre 2002 | 28 novembre 2004     |
| 10 | Mr. Monk Takes a Vacation            | Il signor Monk va in vacanza               | 20 settembre 2002 | 5 dicembre 2004      |
| 11 | Mr. Monk and the Earthquake          | Il signor Monk e il terremoto              | 4 ottobre 2002    | 12 dicembre 2004     |
| 12 | Mr. Monk and the Red-Headed Stranger | Il signor Monk e il cantante country       | 11 ottobre 2002   | 19 dicembre 2004     |
| 13 | Mr. Monk and the Airplane            | Il signor Monk e l'aeroplano               | 18 ottobre 2002   | 26 dicembre 2004     |

## Il signor Monk torna al lavoro
- Titolo originale: Mr. Monk and the Candidate
- Diretto da: Dean Parisot
- Scritto da: Andy Breckman

### Trama
San Francisco. Adrian Monk, ex detective della squadra omicidi della polizia di San Francisco, dopo tre anni di ritiro a causa della morte violenta della moglie Trudy viene chiamato dal capitano Leland Stottlemayer, un amico poliziotto di quando era in servizio, a indagare sull'omicidio di una giovane donna. Nel frattempo il candidato sindaco, Warren St. Claire, tiene un comizio elettorale durante il quale un cecchino spara sul palco colpendo la sua guardia del corpo. Il sindaco chiede al capitano Stottlemeyer di consultare Monk per le indagini. Investigando sul caso Monk scopre che i due omicidi sono stati compiuti dalla medesima persona. Il collegamento tra i due assassini è da ricercarsi nella gestione dei fondi della campagna elettorale. Ricostruendo la scena dell'attentato Monk smaschera il mandante dei due omicidi e, dopo esserselo lasciato scappare per la sua fobia dell'altezza ed essersi fatto allontanare dalle indagini dal capitano Stottlemeyer, riesce a catturare il killer che aveva preso in ostaggio Sharona nelle fogne della città.
- Nota. L'episodio è in due parti

## Il signor Monk e la medium
- Titolo originale: Mr. Monk and the Psychic
- Diretto da: Kevin Inch
- Scritto da: John Romano

### Trama
La moglie dell'ex-capo della polizia, Harry Ashcombe, è scomparsa. Le autorità si mettono alla sua ricerca. Monk si offre di collaborare alle indagini per ritrovarla. Un mattino Dolly Flint, che sostiene di essere una medium, si risveglia nella propria auto sulla spiaggia, dove scopre la donna morta, finita fuori strada con l'auto. La medium, già nota alla polizia per piccoli reati, sostiene che è stata l'aura della vittima a guidarla nel ritrovamento. Monk non le crede e investigando capisce che non si tratta di un incidente, ma di omicidio il cui responsabile è il marito. Per provare la sua colpevolezza chiede l'aiuto del capitano Stottlemeyer inscenando il ritrovamento del cadavere dell'amante di Ashcombe.

## Il signor Monk e Dale la "Balena"
- Titolo originale: Mr. Monk Meets Dale the Whale
- Diretto da: Rob Thompson
- Scritto da: Andy Breckman

### Trama
Prima di venire aggredita e uccisa il giudice Kate Lavinio avvisa telefonicamente la polizia della presenza in casa sua di Dale Biederbeck. L'uomo, ricco e potente ricattatore e affarista, detto anche 'La balena' per il suo peso di 360 chili, è bloccato a letto da undici anni per la sua enorme stazza ed è assistito da un medico personale, Christian Vezza. Una ragazzina dichiara di averlo visto nella casa del giudice la sera del delitto. Sharona si fa assumere come infermiera per ottenere informazioni su Dale e intanto flirta con il medico. Non rimane che una possibilità per Monk: l'omicida è qualcun altro che si è travestito da Biederbeck, come dimostra il tenente Disher.
- Guest star: Adam Arkin

## Il signor Monk e la ruota panoramica
- Titolo originale: Mr. Monk Goes to the Carnival
- Diretto da: Randall Zisk
- Scritto da: Siobhan Byrne

### Trama
Un rude poliziotto con trascorsi da alcolista sale su una ruota panoramica del luna park con un informatore per notizie su un presunto traffico di stupefacenti; il ragazzo viene trovato accoltellato. L'agente si dichiara innocente, ma se risultasse colpevole si vanificherebbe la sua testimonianza contro un criminale. Dai tabulati telefonici però Monk scopre che l'informatore ha avuto dei contatti proprio con quel criminale appena rilasciato dal carcere.

## Il signor Monk va in manicomio
- Titolo originale: Mr. Monk Goes to the Asylum
- Diretto da: Nick Marck
- Scritto da: Tom Scharpling e David Breckman

### Trama
Monk entra inconsciamente nella vecchia casa di Trudy con lo scopo di preparare una cena per festeggiare l'anniversario del loro primo incontro: per evitare denunce da parte dei nuovi proprietari, viene internato per 48 ore in un istituto psichiatrico nel quale quattro anni prima è avvenuto un omicidio di un medico. Monk indaga aiutato da alcuni pazienti, ma il colpevole lo fa credere pazzo e visionario. Solo Sharona non demorde, aiutata da un paziente che crede in Babbo Natale.

## Il signor Monk e il rapinatore miliardario
- Titolo originale: Mr. Monk and the Billionaire Mugger
- Diretto da: Stephen Cragg
- Scritto da: Timothy J. Lea

### Trama
Il poliziotto Archie Modine spara a un rapinatore armato di coltello che lo aveva aggredito in un vicolo assieme a una donna durante un appuntamento. L'uomo non è un semplice criminale, ma Sidney Teal, magnate dei software. La versione ufficiale è che il ricco fosse alla ricerca di emozioni, ma Monk scopre la relazione tra Modine e la signora Teal, mentre Sharona ascolta la storia di una finta aggressione di vent'anni fa, orchestrata da Modine per far fare bella figura al compagno d'università Sidney.

## Il signor Monk e la donna perfetta
- Titolo originale: Mr. Monk and the Other Woman
- Diretto da: Adam Arkin
- Scritto da: David M. Stern

### Trama
Lou Pratt, un noto avvocato, viene assassinato e tra le carte bruciate vengono ritrovate quelle di un suo cliente, un documento riguardante Lloyd Grayson, un ex berretto verde, il quale aveva avuto dei contrasti con Pratt, poiché gli aveva fatto perdere una causa contro il garage della vicina. Monk indaga e si invaghisce della donna che le ricorda Trudy. Il cadavere del presunto colpevole viene ritrovato proprio nel garage. Monk non ci vuole credere e ricomincia le indagini da capo. Partendo dallo schedario dell'avvocato, si accorge di un fascicolo, un testamento, fuori posto.

## Il signor Monk e il maratoneta
- Titolo originale: Mr. Monk and the Marathon Man
- Diretto da: Adam Davidson
- Scritto da: Mitch Markowitz

### Trama
Una donna viene strangolata e buttata giù da un palazzo durante la maratona cittadina, e Trevor McDowell, venditore di mobili e amante della donna, diviene il principale sospetto. Egli ha un alibi di ferro: partecipava alla maratona, correndo a fianco di un vecchio atleta nigeriano idolo del giovane Monk atleta. Ogni corridore era dotato di un chip per segnalarne il percorso e quello dell'uomo è risultato regolare secondo il computer, ma nel filmato della gara egli scompare in un determinato momento per recarsi di nascosto a uccidere l'amante. Monk riflette su come l'uomo possa avere fatto a liberarsi del chip e proseguire regolarmente la maratona.

## Il signor Monk va in vacanza
- Titolo originale: Mr. Monk Takes a Vacation
- Diretto da: Kevin Inch
- Scritto da: Hy Conrad

### Trama
Monk va in vacanza in un albergo con Sharona  e suo figlio Benjy. Il ragazzo, con un telescopio, assiste ad un omicidio e, poiché non viene in seguito rinvenuto alcun cadavere, nessuno crede alla sua testimonianza. L'unico a dar credito a Benjy è Monk, il quale, dopo svariati tentativi di ritrovare il corpo della vittima, riesce ad incastrare una banda di cameriere spagnole come colpevoli del delitto. Le donne, che erano solite spiare clienti dell'albergo e rubare loro documenti molto privati, avevano deciso di uccidere una loro collega che non voleva più stare al gioco.

## Il signor Monk e il terremoto
- Titolo originale: Mr. Monk and the Earthquake
- Diretto da: Adam Shankman
- Scritto da: Tom Scharpling e David Breckman

### Trama
Durante un terremoto un milionario benefattore viene colpito a morte dalla giovane moglie, conoscente di Sharona, che fa credere sia stato un incidente causato dal sisma. Ma Monk sospetta l'omicidio. Nel frattempo un presunto giornalista australiano flirta con Sharona e sua sorella Gayle, nella casa della quale Monk si è trasferito, per riuscire a ottenere la chiave del suo appartamento.

## Il signor Monk e il cantante country
- Titolo originale: Mr. Monk and the Red-Headed Stranger
- Diretto da: Milan Cheylov
- Scritto da: Andy Breckman e Tom Scharpling

### Trama
Il manager del famoso cantante country Willie Nelson viene ucciso in un vicolo di San Francisco, vicino alla sede dell'emittente radio che deve intervistare la star. Le telecamere mostrano solo la vittima, Nelson, che voleva incontrarlo poiché lo sospettava di furto ai suoi danni, e una donna cieca, che ha sentito gli spari e la voce di Nelson minacciare l'uomo. Ma Monk, vecchio fan del cantante, decide di aiutarlo e riuscirà anche a suonare Georgia on my mind con la sua band al clarinetto.
- Guest star: Willie Nelson

## Il signor Monk e l'aeroplano
- Titolo originale: Mr. Monk and the Airplane
- Diretto da: Rob Thompson
- Scritto da: David M. Stern

### Trama
Sharona a tradimento riesce a convincere Monk a recarsi dalla zia di lei in New Jersey con l'aereo. Monk prima dell'imbarco vede all'aeroporto i coniugi Chabrol e successivamente a bordo nota la moglie: sembra diversa. Dopo avere fatto impazzire l'hostess responsabile di cabina il detective sostiene che il marito abbia ucciso la vera signora Chabrol, ricca ereditiera, e l'abbia sostituita con l'amante, una sosia perfetta. Il cadavere della donna non si trova all'aeroporto di partenza rischiando di lasciare i due imbarcarsi impuniti per Parigi. Superando la fobia del volo Monk, con l'aiuto di un commesso viaggiatore e in contatto telefonico con un incredulo Disher, riesce a fare arrestare all'arrivo i due colpevoli.
- Guest star: Garry Marshall, Tim Daly